# 月に読む手紙
『月に読む手紙』（つきによむてがみ）は、ストレイテナーの配信限定シングル。2017年9月8日に配信された。

## 概要
ストレイテナーの2作品目の配信限定シングル。元々は仁茂田あいによる4コマ漫画、『シャープさんとタニタくん@』とのコラボレーション企画。株式会社タニタの公式アカウントと、ドラムのナカヤマシンペイとのTwitter上での交流からテーマソングの作成案が浮上。ストレイテナーが楽曲をテーマソングとして書き下ろした。コラボレーション企画であることから、当初は2017年2月23日発売のコミックス、『シャープさんとタニタくんRT』特装版に楽曲が収録されたCDが同梱された。その後、9月8日に各音楽配信サイトから楽曲が配信が開始された。

## 収録曲
1. 月に読む手紙
作詞・作曲:ホリエアツシ

## 収録曲（CD）
1. 月に読む手紙
作詞・作曲:ホリエアツシ
2. 月に読む手紙 -instrumental-